# Tleson-Maler

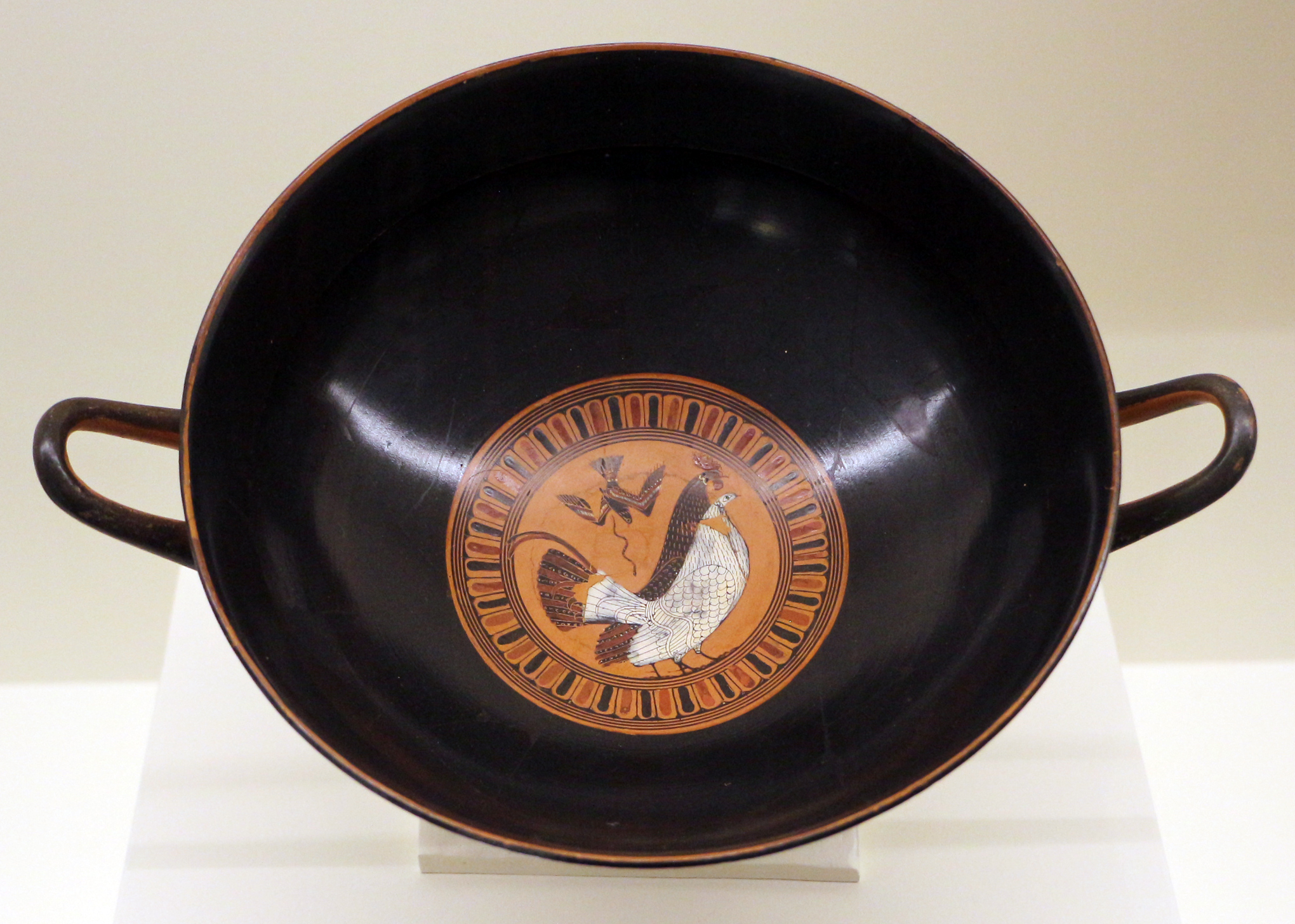
Kylix des Tleson-Malers, Cincinnati Art Museum.

Der Tleson-Maler war ein attischer Vasenmaler des schwarzfigurigen Stils, dessen Werke in die Zeit um 555 bis 535 v. Chr. datiert werden. Er wird zu den Kleinmeistern gerechnet.
Es ist in der Forschung umstritten, ob der Tleson-Maler mit dem Töpfer Tleson identisch ist. Alle ihm zugeschriebenen Werke wurden von diesem Töpfer, nach der er seinen Notnamen bekam, signiert. Allerdings wurden nicht alle Vasen des Töpfers vom Tleson-Maler verziert. Typisch sind für ihn mit Hahn und Hennen, Sirenen, Widdern und Hirschen verzierte Randschalen. Er bringt die Verzierungen sowohl an der Innen- wie auch der Außenseite der Schalen an. Vielfach variiert er bekannte Szenen. Neben Randschalen sind auch Bandschalen bekannt, die von ihm in ähnlicher Weise verziert wurden.